# Abbaye de Hemmingstedt
L’abbaye de Hemmingstedt est une ancienne abbaye bénédictine à Hemmingstedt.

## Histoire
Après la bataille de Hemmingstedt le 17 février 1500, victorieuse pour les Dithmarses, ils fondent un nouveau couvent sous le patronage de Marie, avec douze vierges, en signe de gratitude envers leur sainte patronne, comme le chroniqueur Neocorus le note dans sa Chronik des Landes Dithmarschen, y compris la jeune fille qui avait dirigé le contingent de fermiers du Dithmarsche avec la bannière et qui avait fait vœu de chasteté. Le couvent sur le lieu de la bataille est équipé d'une partie des biens de la victoire. L'acte de fondation du prévôt de la cathédrale de Hambourg, Albert von Klitzing, est daté du 29 mai 1502. En 1503, le légat papal Raymund Pérault confirme la fondation du couvent et soumet les religieuses à la règle de saint Benoît. Les bâtiments abbatiaux sont construits à proximité de l'église paroissiale d'Hemmingstedt, qui, en tant qu'église Sainte-Marie, sert également de lieu de prière pour les religieuses.
Malgré l'histoire dramatique et bien que le monastère fût richement doté lors de sa fondation, aucune vie spirituelle ne se développe. Même les douze vierges ne sont pas disposées à se soumettre aux règles de l'ordre à long terme. Le chapitre de la cathédrale de Hambourg, en tant qu'autorité spirituelle, transforme la fondation en un couvent franciscain en 1513 et la transfère à Lunden. Le pape Léon X confirme la dissolution en 1517. L'année suivante, les bâtiments inachevés sont démolis et les matériaux de construction sont transférés sur le site du nouveau couvent. Le chœur spacieux de l'église Sainte-Marie de Hemmingstedt, qui offrait aux religieuses suffisamment d'espace pour leurs prières horaires, est le seul témoignage structurel survivant de cette abbaye qui n'a duré que peu de temps.